# Antonín Honig
Antonín Honig war ein tschechoslowakischer Radrennfahrer.

## Sportliche Laufbahn
Honig (auch Hönig) war im Straßenradsport aktiv. Er war Teilnehmer der Olympischen Sommerspiele 1928 in Amsterdam. Im olympischen Straßenrennen kam er beim Sieg von Henry Hansen auf den 39. Rang. Die tschechoslowakische Mannschaft mit Ladislav Brůžek, Antonín Honig, Antonín Perič und Josef Šídlo kam in der Mannschaftswertung auf den 11. Platz.
Die nationale Meisterschaft im Straßenrennen gewann er 1926.